# Xiaomi Auto
Xiaomi Auto (oficialmente Xiaomi Automobile Co., Ltd.) es una filial del grupo tecnológico chino Xiaomi, dedicada al diseño y fabricación de vehículos eléctricos inteligentes. Fundada en 2021 y con sede en Pekín, la compañía debutó en el mercado automotriz con el sedán eléctrico Xiaomi SU7, lanzado oficialmente en marzo de 2024.

## Historia
El 30 de marzo de 2021, Lei Jun, fundador y director ejecutivo de Xiaomi, anunció la entrada de la empresa en el sector de los vehículos eléctricos (VE), con una inversión inicial de 10.000 millones de yuanes (aproximadamente 1.400 millones de dólares) y una inversión total prevista de 10.000 millones de dólares en los siguientes diez años. Ese mismo año se estableció oficialmente Xiaomi Auto, con sede en la Zona de Desarrollo Económico y Tecnológico de Pekín. En agosto de 2023, la compañía recibió la autorización de la Comisión Nacional de Desarrollo y Reforma de China para producir vehículos eléctricos.
La producción del primer modelo, el SU7, comenzó en diciembre de 2023. El vehículo fue presentado el 28 de diciembre de 2023 y su lanzamiento oficial tuvo lugar el 28 de marzo de 2024 en Pekín, momento en el que se iniciaron los pedidos.

## Modelos

### Xiaomi SU7

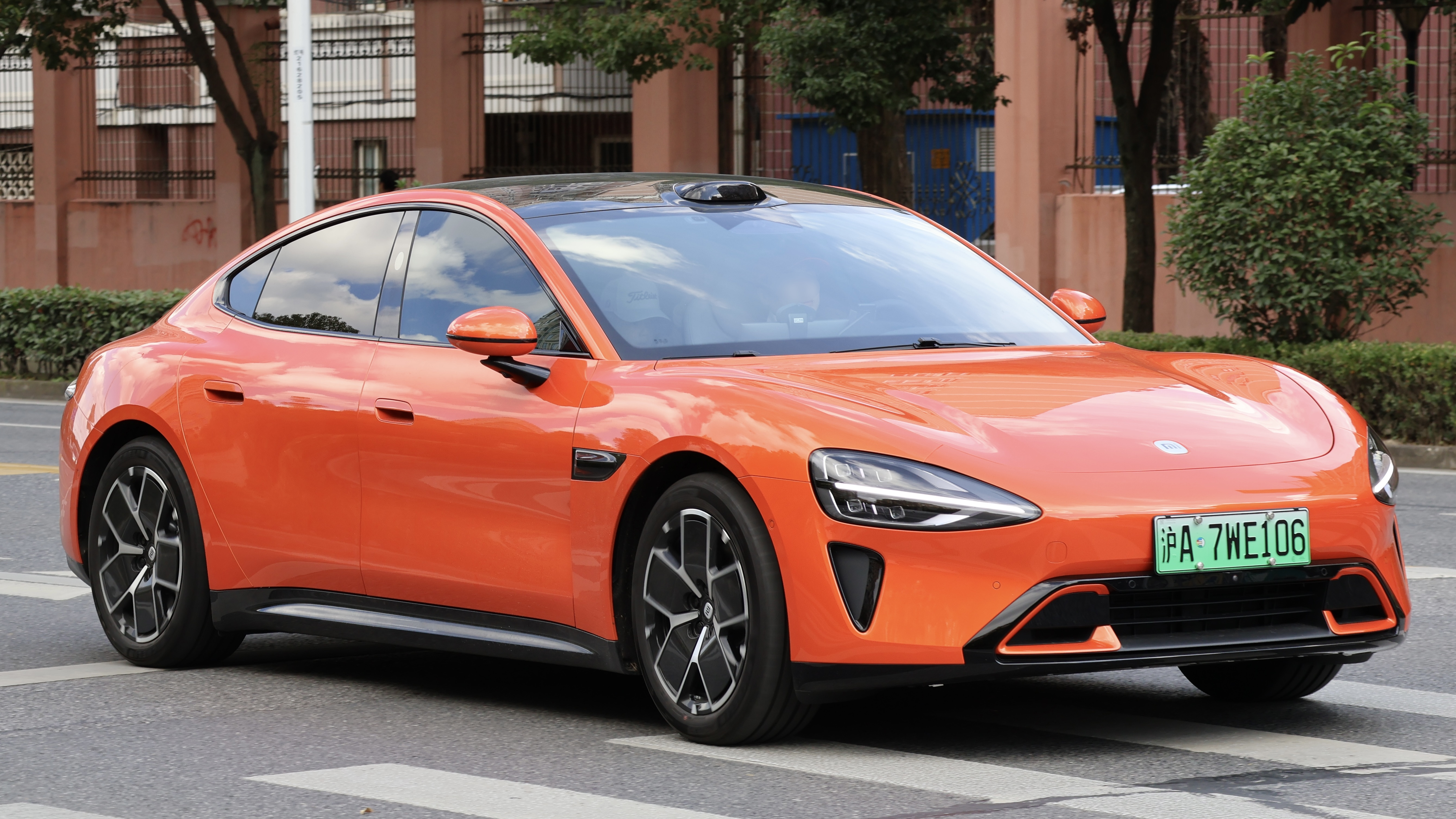
Xiaomi SU7

El Xiaomi SU7 es un sedán eléctrico de tamaño completo, desarrollado bajo el nombre en clave "MS11". El diseño estuvo a cargo de Li Tianyuan, exdiseñador de BMW. El SU7 está disponible en varias versiones: estándar, Pro, Max y Ultra. La versión Max cuenta con tracción total, una potencia de 495 kW (664 CV) y una aceleración de 0 a 100 km/h en 2,78 segundos. La autonomía varía según la versión, alcanzando hasta 800 km en el modelo Max.
El vehículo incorpora tecnologías avanzadas, como un sistema de infoentretenimiento con pantalla táctil de 16,1 pulgadas, el sistema operativo HyperOS y capacidades de conducción asistida mediante el sistema Xiaomi Pilot, que utiliza dos chips Nvidia Drive Orin. 

### Xiaomi YU7

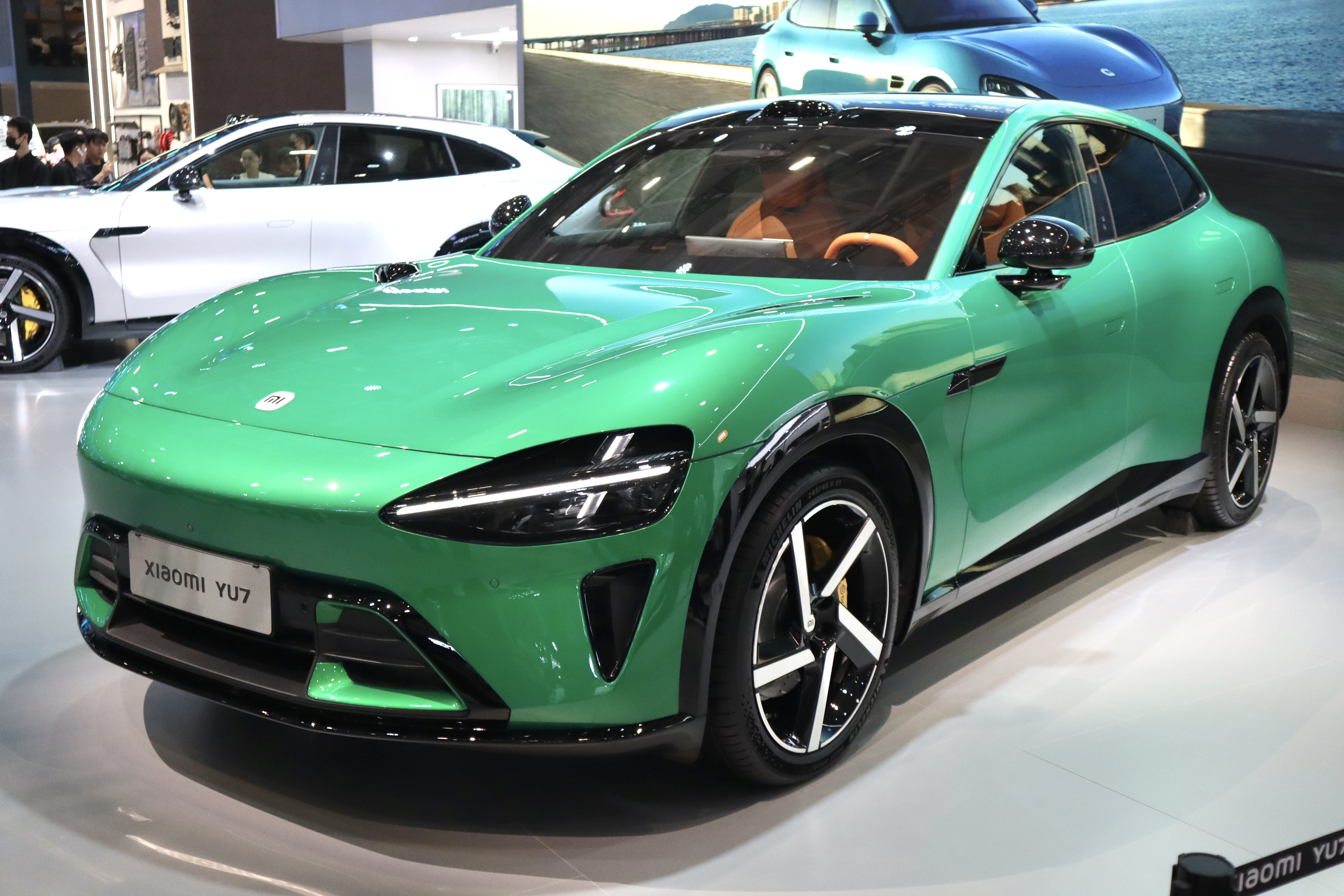
Xiaomi YU7

En mayo de 2025, Xiaomi presentó su segundo modelo, el Xiaomi YU7, un SUV eléctrico de tamaño mediano. Aunque se esperaba que incluyera funciones avanzadas de conducción autónoma, estas características fueron omitidas en la presentación, posiblemente debido a restricciones regulatorias tras incidentes previos relacionados con el SU7.